# Musée régional de Mourmansk
Le musée régional de Mourmansk, ou plus précisément musée régional de l'oblast de Mourmansk (Мурманский областной краеведческий музей), est le musée le plus ancien de cette région située en Russie, au-delà du cercle polaire, puisqu'il a été fondé le 17 octobre 1926 à Mourmansk. Il est dirigé par Mme Nina Pourycheva.

## Collections
Le musée se trouve dans l'un des édifices les plus anciens de la ville aujourd'hui inscrit au patrimoine historique. Les collections du musée se répartissent dans dix-sept salles d'exposition. Le département « Nature » possède une collection des profondeurs marines unique en Russie : un aquarium sec, une collection géologique unique extraite des profondeurs de 100 mètres à 12 kilomètres de sondages effectués dans les grandes profondeurs de Kola.

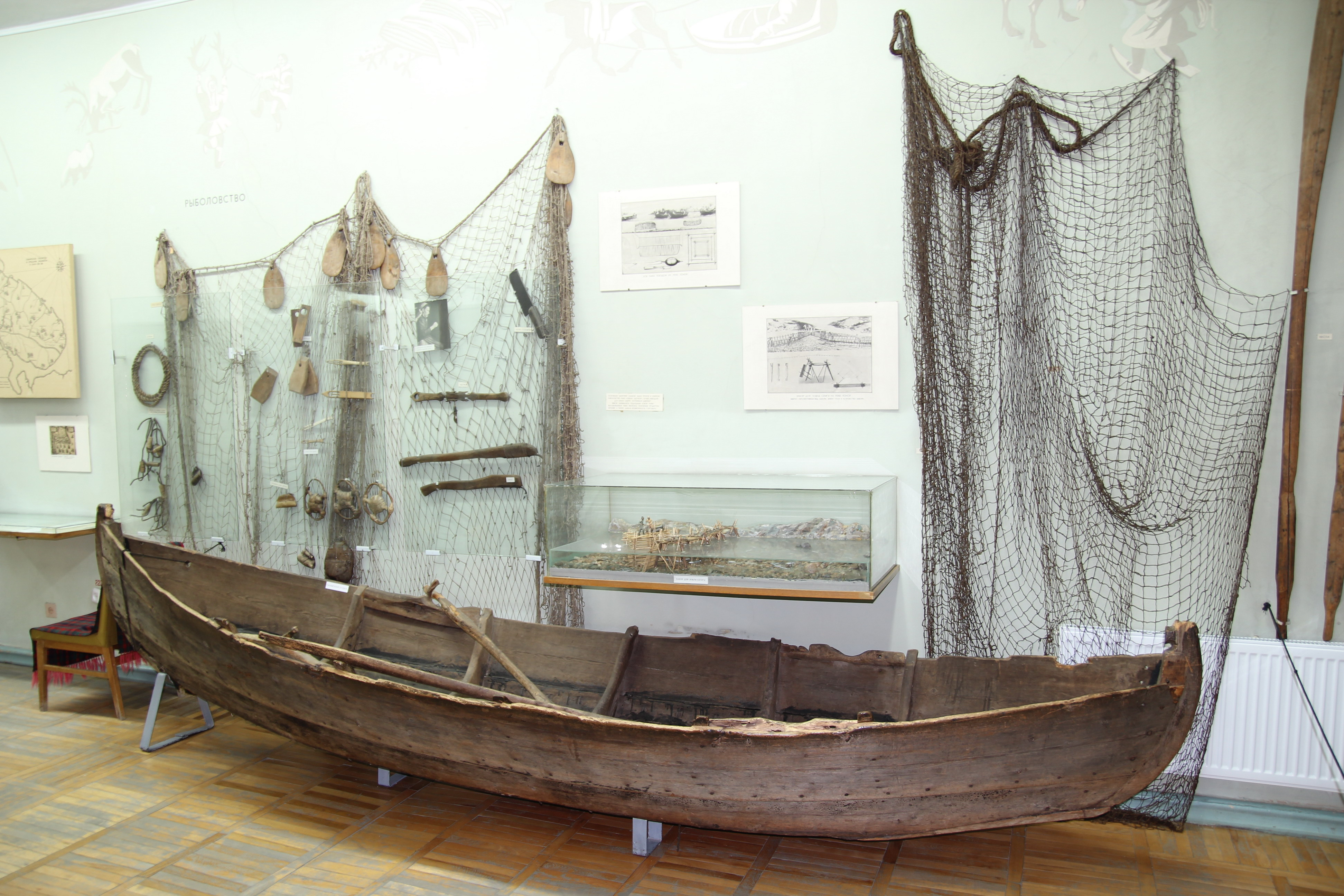
Barque de pêcheurs Samis.

L’histoire de la région est présentée par thèmes:
- Histoire locale de l'Antiquité au XVIIe siècle
- La vie agricole et les Samis (Lapons) du XVIIe au XIXe siècle
- La péninsule de Kola du XVIIe au XXe siècle
- La révolution d'Octobre, la guerre civile russe et l'intervention de Mourmansk, les années 1920 et 1930
- La région de Mourmansk de 1945 à 1985
- L'évolution socio-politique et économique de l'oblast de 1985 à nos jours

Le musée organise tous les ans une cinquantaine d'expositions thématiques. La bibliothèque du musée possède 18 000 ouvrages sur l'histoire locale. Le musée reçoit environ 100 000 visiteurs par an.
Trois départements locaux sont affiliés au musée : le musée d'histoire des Samis de Kola, situé à Lovozero, le musée de l'histoire, de la culture et de la vie quotidienne des Pomors situé au village d'Oumba et le musée des Olympiades polaires situé à Mourmansk.
Le musée organise deux fois par an un cycle de conférences sur la pratique régionale des traditions locales.

## Illustrations

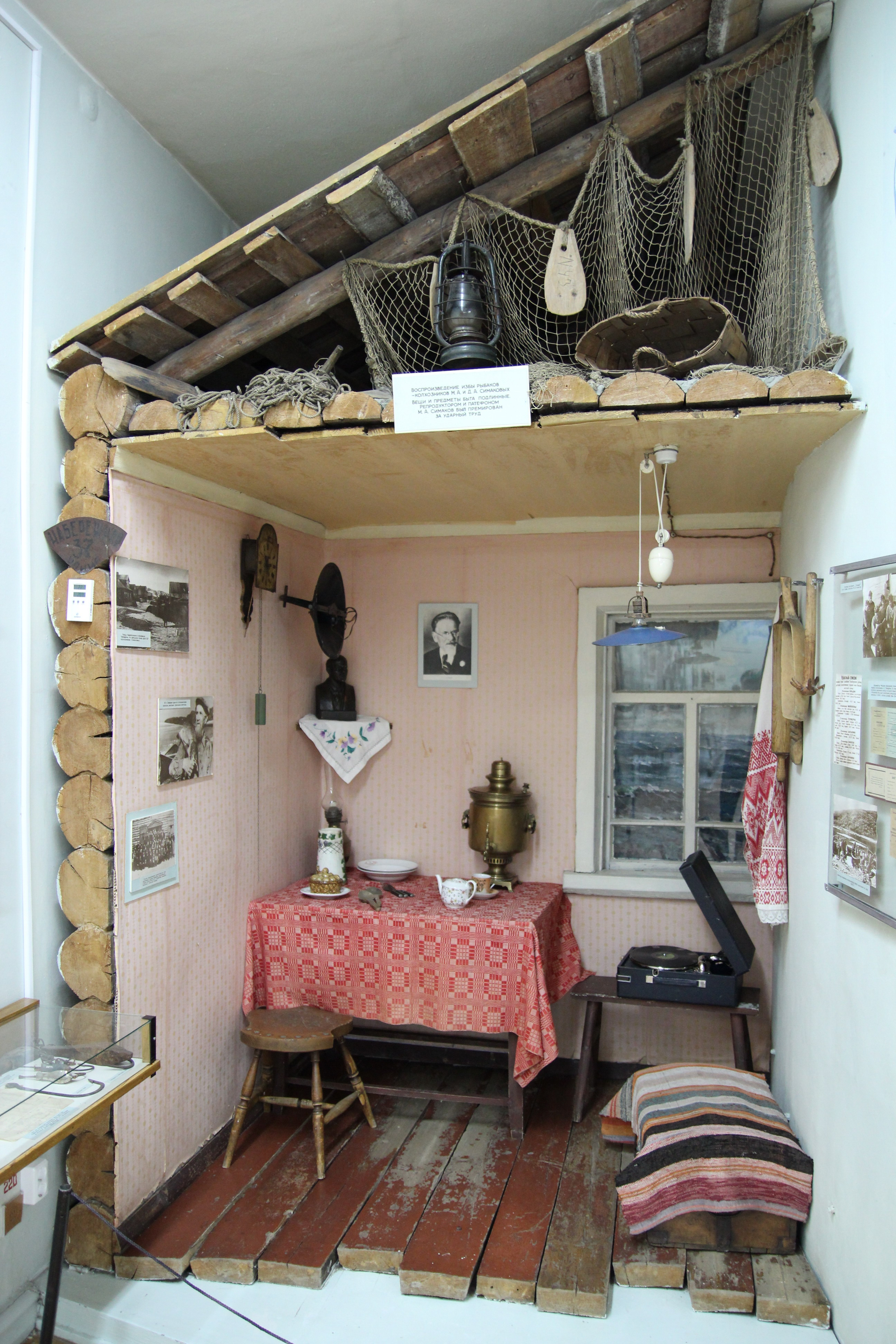
Reconstitution d'une isba de pêcheur de kolkhoze des années 1930
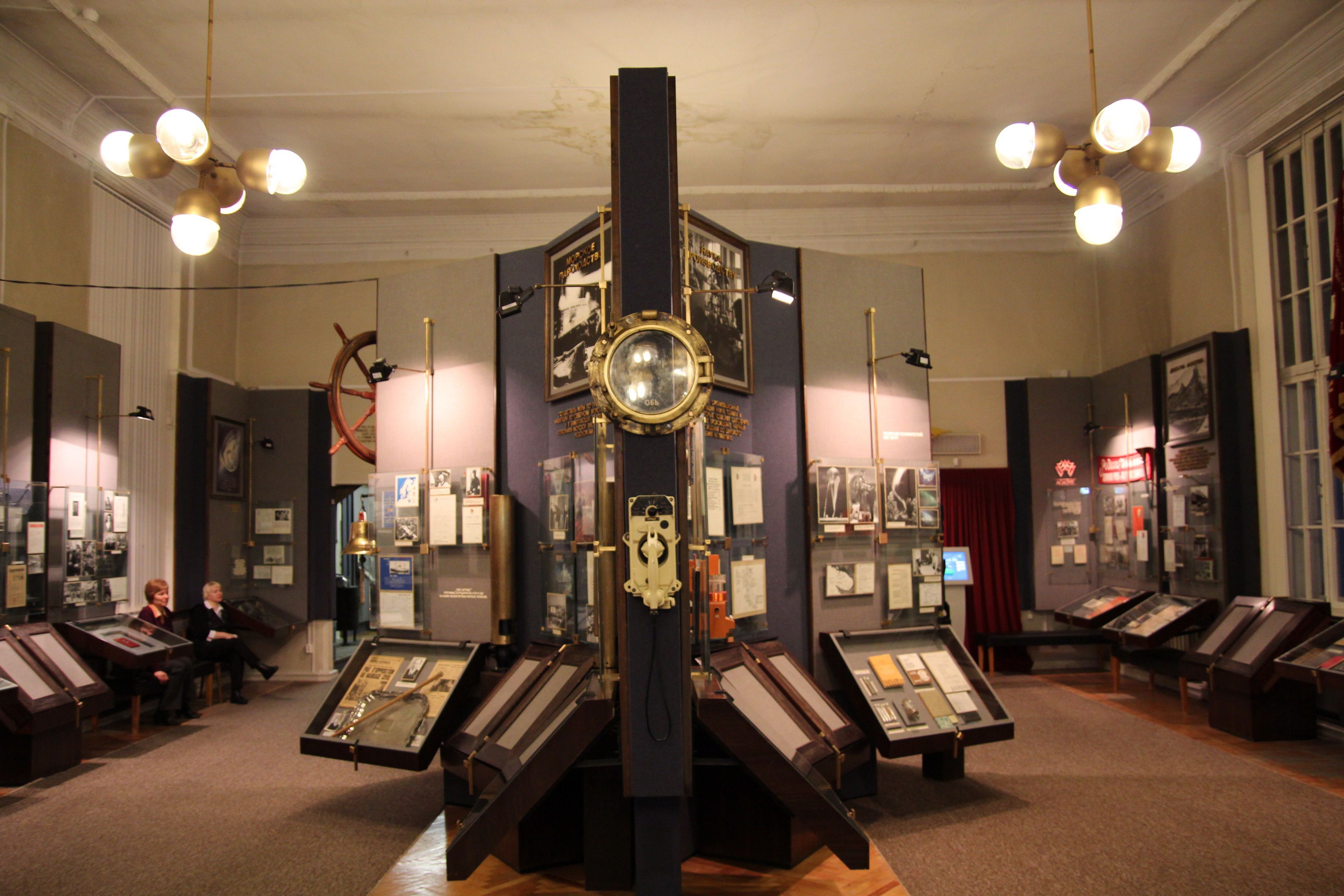
Vue de la salle consacrée aux années 1960-1985
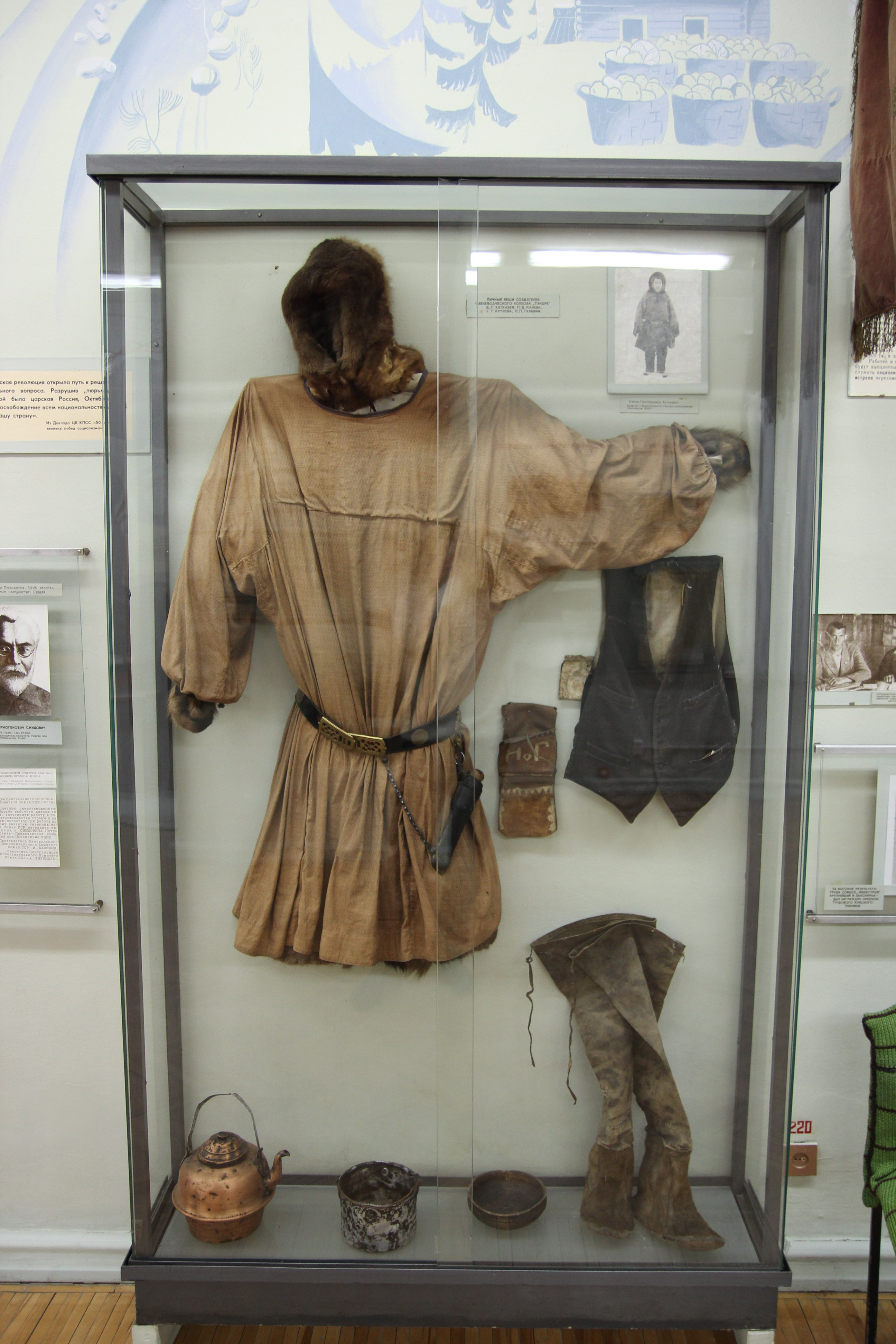
Effets personnels d'un habitant de la toundra des années 1930
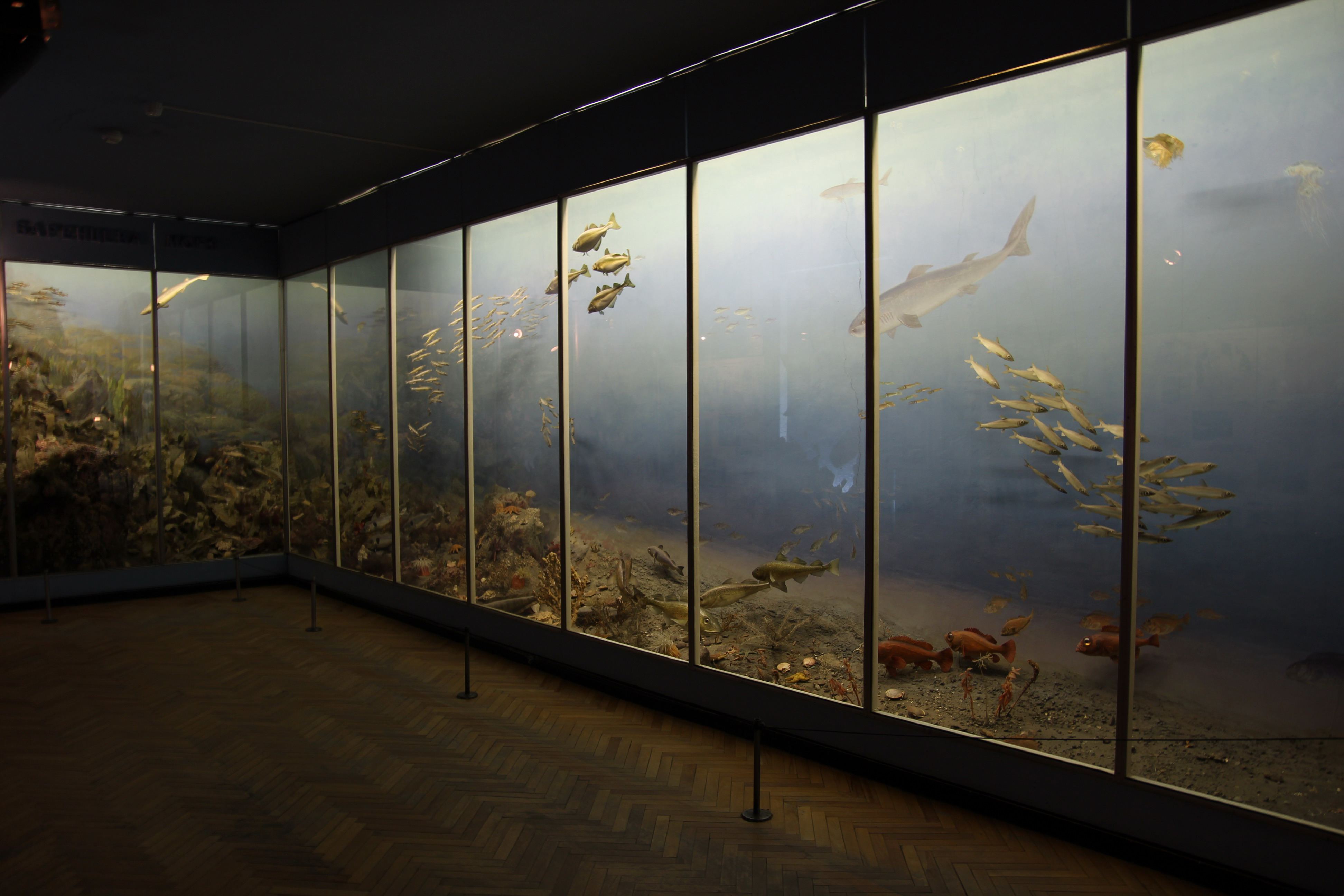
Aquarium du musée
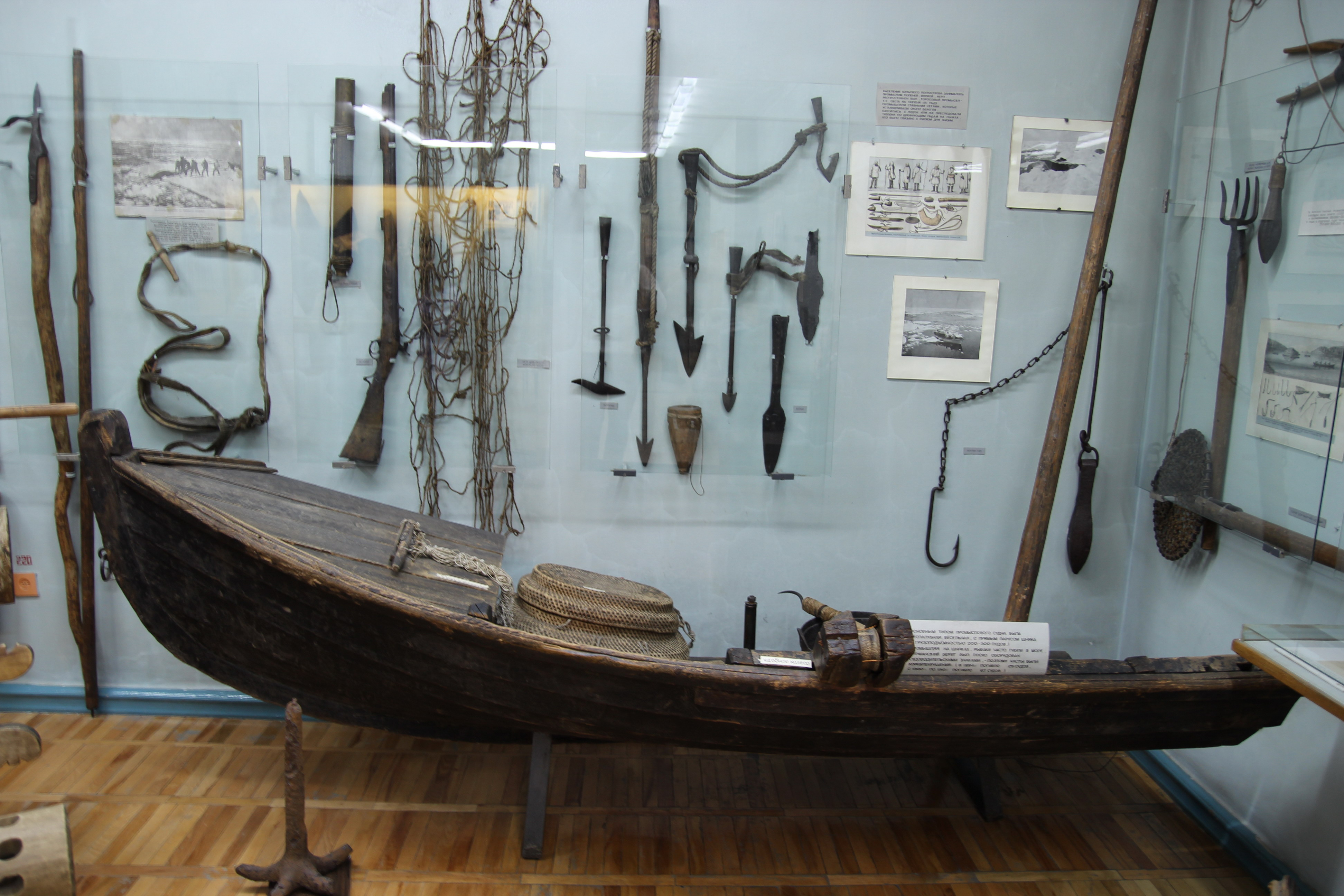
Barque et équipement de pêche de Pomors
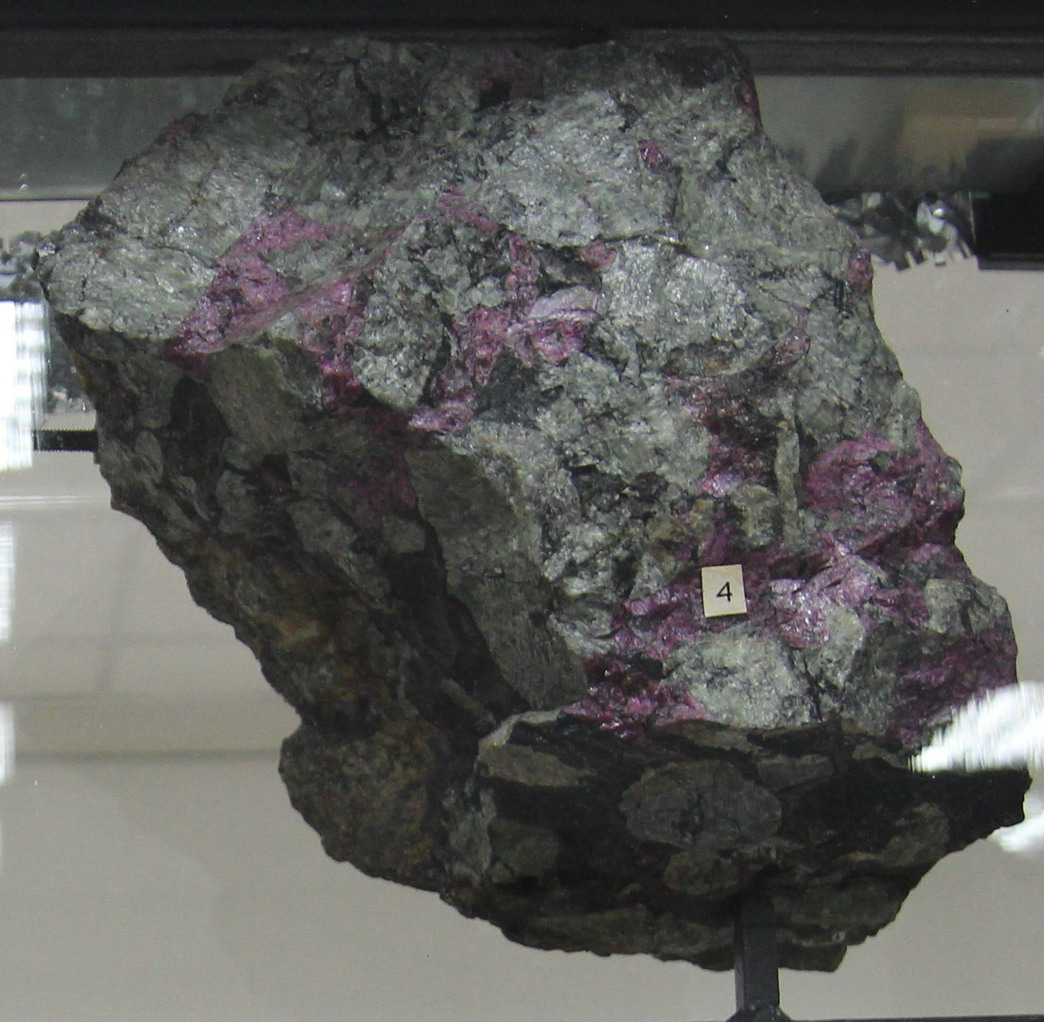
Eudialyte dans la salle des minéraux

## Adresse

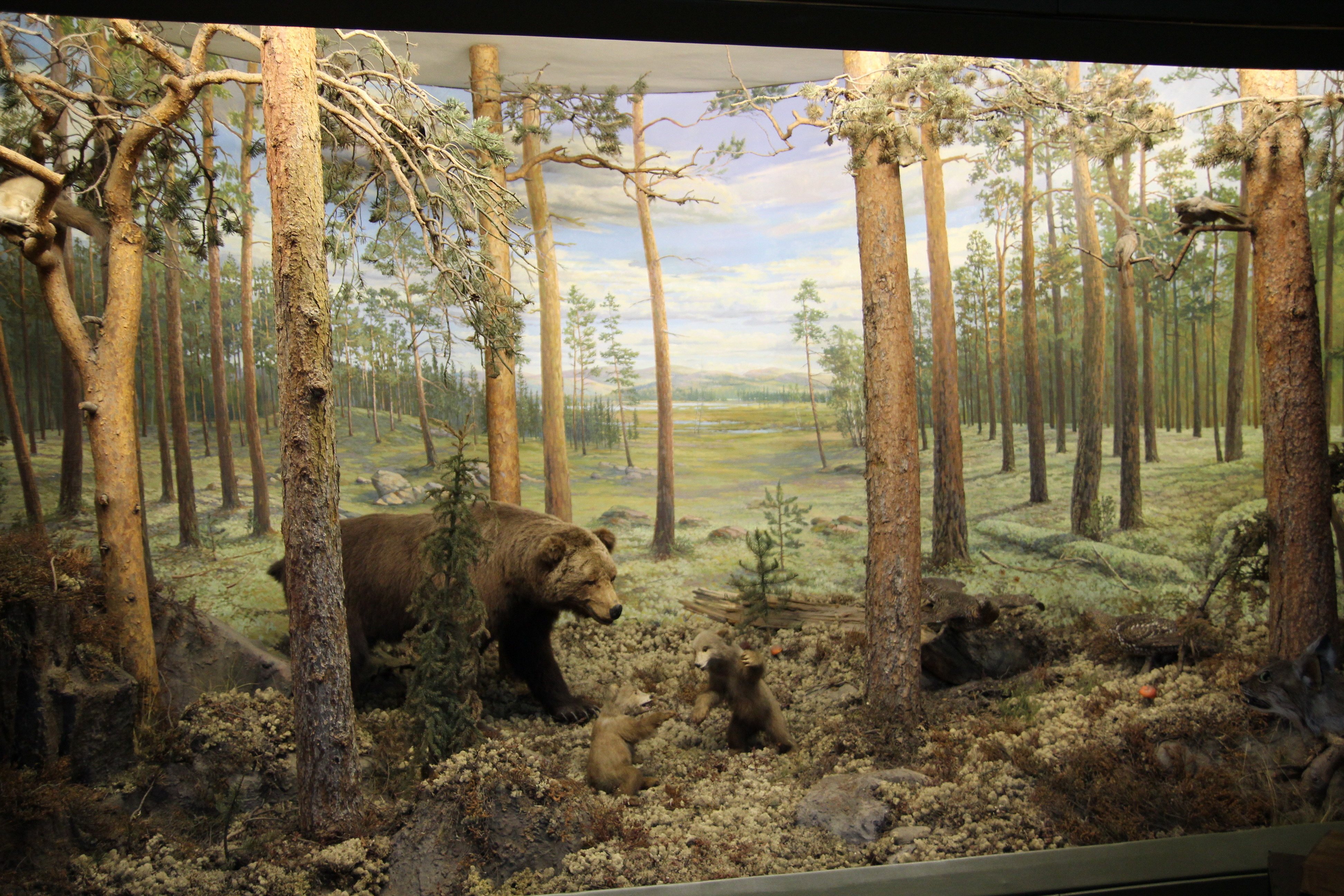
Diorama sur les ours de la forêt de la région au musée de Mourmansk.

- Musée régional de l'oblast de Mourmansk, 90 perspective Lénine, 184000 Mourmansk, Russie
- 184000, г. Мурманск, проспект Ленина, д.90, Мурманский областной краеведческий музей

## Source
- (ru) Cet article est partiellement ou en totalité issu de l’article de Wikipédia en russe intitulé « Мурманский областной краеведческий музей » (voir la liste des auteurs).